# Zao čas
Zao čas (šp. La mala hora) jedno je od prvih dela Gabrijela Garsije Markesa. Objavljeno je 1962. godine. Akademija je zatražila da se neke reči, koje su upotrebljene u ovom delu, zamene, jer se smatraju neprikladnim, na šta je autor jednim delom pristao.